# István Bagyula
István Bagyula (Hungría, 2 de enero de 1969) fue un atleta húngaro, especializado en la prueba de salto con pértiga en la que llegó a ser subcampeón mundial en 1991.

## Carrera deportiva
En el Mundial de Tokio 1991 ganó la medalla de plata en salto con pértiga, con un salto de 5.90 metros, tras el soviético Serguéi Bubka (oro con 5.95 metros que fue récord de los campeonatos) y por delante de Maksim Tarasov (bronce con 5.85 metros).